# Пхичит
Пхичит (тайск. พิจิตร) — город в центральной части Таиланда, административный центр одноимённой провинции.

## Географическое положение
Город находится в северной части провинции, на правом берегу реки Нан, на расстоянии приблизительно 290 километров к северу от столицы страны Бангкока. Абсолютная высота — 41 метр над уровнем моря.

## Население
По данным переписи 2000 года численность населения города составляла 33 370 человек.

## Транспорт
Ближайший аэропорт расположен в городе Пхитсанулок.

## Достопримечательности
Буддистские храмы:
- Ват-Пхра-Си-Раттана-Махатхат[3]
- Ват-Тха-Луанг[3]